# Rusudan (królowa Gruzji)
Rusudan (gruz. რუსუდანი, ur. ok. 1194, zm. 1245) – królowa Gruzji z dynastii Bagratydów panująca w latach 1223–1245.

## Życiorys
Rusudan była córką królowej Tamary i Dawida Soslana. Na tron wstąpiła po śmierci brata, Jerzego IV Laszy, po tym, gdy ten zmarł z ran odniesionych w bitwie z Mongołami. W momencie przejęcia przez nią władzy Gruzja wschodnia była zniszczona przez mongolskie najazdy. Mimo to w pierwszych dwóch latach panowania Rusudan wydawało się, że dalsze ataki Mongołów nie nastąpią. 
W 1225 wyprawę przeciwko Gruzji poprowadził Dżalal ad-Din Manguberti, który zdołał odzyskać część ziem dawnego Imperium Chorezmijskiego. W 1225 rozbił siły gruzińskie pod Garnisi, a następnie zajął Tbilisi, gdy miejscowa ludność muzułmańska wsparła jego wojska. Następnie Dżalal ad-Din zajął część Armenii i wschodnią Gruzję. Jego rządy trwały do 1231, do kolejnego najazdu mongolskiego. Nie była w stanie przeciwstawić im się również królowa Rusudan. Część gruzińskich możnowładców na własną rękę porozumiała się ze zdobywcami, uzyskując potwierdzenie dotychczasowych praw w zamian za lojalność i płacenie haraczu, tym samym wypowiadając lojalność Rusudan.
Opuściwszy w 1236 Tbilisi, które na jej rozkaz zostało spalone, Rusudan przeniosła się do Kutaisi i początkowo próbowała przygotować się do nowej wojny z Mongołami. Nie otrzymawszy jednak pomocy z Europy, wysłała posłów do Batu-chana, zgadzając się uznać zwierzchność Mongołów nad Gruzją. Uzyskała nieobjęcie Gruzji zachodniej administracją mongolską, zgadzając się na płacenie wysokiego haraczu i kierowanie żołnierzy na wojny toczone przez Mongołów. W Gruzji wschodniej natomiast wprowadzony miał zostać skomplikowany system podwójnych rządów mongolsko-gruzińskich. Porozumienie w tej sprawie zawarte zostało w 1243.
Pragnąc zagwarantować swojemu synowi Dawidowi następstwo tronu, Rusudan wysłała go do siedziby Batu-chana. Nie wrócił on na Kaukaz do śmierci matki, która nastąpiła w 1245. Po jej śmierci Mongołowie wysłali do Gruzji i ogłosili następcami tronu zarówno Dawida, jak i nieślubnego syna Jerzego IV, również Dawida, który za życia Rusudan był z jej inicjatywy przetrzymywany na dworze jej zięcia, sułtana Rumu Kaj Chusraua II. Ich rywalizacja o władzę przyczyniła się do dalszego osłabienia Gruzji.

## Rodzina
Rusudan wyszła za mąż za seldżuckiego księcia Muhammada Mughisa ud-din Turkan Szacha. W małżeństwie tym urodził się syn Dawid (późniejszy król Gruzji Dawid VI) oraz córka Tamara, wydana za mąż za sułtana Rumu Kaj Chusraua II.
Losy Rusudan były inspiracją dla anonimowego autora XVII-wiecznego dzieła prozą pt. Rusudaniani. Jego bohaterka Rusudan przez wiele lat oczekuje na powrót córki Roden, syna Pridona i męża Manuczara z niewoli perskiej i umiera, zanim jej małżonek zostaje zwolniony.